# Herakleides Kritikos
Herakleides Kritikos war ein griechischer Reiseschriftsteller und Geograph des frühen Hellenismus.

## Person
Die Herkunft des Herakleides und seine Lebenszeit sind nicht genau zu bestimmen. Versuche einer Identifikation mit einem der vielen anderen Träger dieses Namens blieben bisher Spekulation. Friedrich Pfister glaubt, ihn aufgrund seines Stils im Umfeld der Peripatetischen Schule ausmachen zu können, wo ein Herakleides, Sohn des Demetrios, als einer der Erben des langjährigen Schulleiters Lykon aus der Troas (gest. 225 v. Chr.) genannt wird. Alexander Arenz verortet die Periegese in den politischen Kontext Athens vor dem Chremonideischen Krieg.

## Werk
Herakleides verfasste irgendwann nach 280 v. Chr., möglicherweise noch vor dem Chremonideischen Krieg (267–261 v. Chr.), ein heute teilweise verlorenes Buch Über die Poleis in Griechenland (FGrHist 254–264). Erhalten sind Fragmente und Auszüge, knapp die Hälfte des Werkes, die sich insbesondere mit Athen, Boiotien, Euboia und Thessalien befassen.
In seinem präzisen Reisebericht bot der Autor vor allem Informationen zur Beschaffenheit der Wege, zum Klima, zur Landwirtschaft und zu den Besonderheiten einzelner Städte, aber auch spitzzüngige Bemerkungen über den jeweiligen Volkscharakter, besonders drastisch über die Boioter.
Dem überlieferten Schluss des Werkes ist zu entnehmen, dass Herakleides im alten Streit um die Grenzen von Hellas zu der Auffassung neigte, dass die Peloponnes nicht dazu gehörte, wohl aber Thessalien.

## Ausgaben
- Alexander Arenz: Herakleides Kritikos (2022), in: Hans-Joachim Gehrke, Felix Maier (Hrsg.), Die Fragmente der Griechischen Historiker, Teil V: Die Geographen, Brill Online doi:10.1163/1873-5363_jcv_a2022; erste Online-Publikation: 2013.
- Alexander Arenz: Herakleides Kritikos’ „Über die Städte in Hellas“. Eine Periegese Griechenlands am Vorabend des Chremonideischen Krieges (= Quellen und Forschungen zur antiken Welt. Band 49). Utz, München 2006, ISBN 3-8316-0596-3 (kritische Ausgabe der Fragmente mit Einleitung, Interpretation und Kommentar; Auszug mit Inhaltsverzeichnis online)
- Friedrich Pfister: Die Reisebilder des Herakleides. Einleitung, Text, Übersetzung und Kommentar mit einer Übersicht über die Geschichte der griechischen Volkskunde (= Sitzungsberichte der Österreichischen Akademie der Wissenschaften, Philosophisch-Historische Klasse. Band 227,2). Rohrer, Wien 1951.